# Mount Desert Island
Mount Desert Island ist die größte Insel vor der Penobscot Bay an der Küste Maines im Nordosten der USA. Die Gesamtfläche beträgt rund 280 km², sie ist 24 km lang, 13 km breit und ist nach Long Island die zweitgrößte Insel vor der Ostküste der Vereinigten Staaten. Der französische Forschungsreisende Samuel de Champlain beobachtete um 1604 die karge Vegetation der Berge von See her und gab der Insel den Namen L’isle des Monts Déserts („Insel der kahlen Berge“).
Die Insel hat eine permanente Bevölkerung von rund 10.000 Bewohnern. Große Gebiete von Mount Desert Island werden vom Acadia-Nationalpark bedeckt, den jährlich etwa zweieinhalb Millionen Touristen besuchen. Die Insel wird vom Cadillac Mountain überragt, dessen Gipfel 470 m über dem Meeresspiegel liegt und von dem man einen weitreichenden Ausblick auf den Nationalpark und die umliegenden Inseln hat. Der Gipfel des Cadillac Mountain gilt als der Punkt in den Vereinigten Staaten, den die Strahlen der aufgehenden Sonne als ersten treffen.
Die größte und bekannteste Stadt der Insel ist Bar Harbor mit rund 5200 Einwohnern, ein Ferien- und Badeort, der in den USA als Summer Colony bezeichnet wird. Damit werden überwiegend am Meer liegende Orte bezeichnet, in denen Angehörige der sogenannten Upperclass leben oder Urlaub machen.
In der letzten Eiszeit war Mount Desert Island von einer bis zu drei Kilometer dicken Eisschicht bedeckt. Nach dem Abschmelzen des Eises wurden abgerundete Berge, langgestreckte Seen, unzählige Gesteinsbrocken und der rund 9 km lange und 40 m tiefe Somes Sound sichtbar, der einzige Fjord an der Ostküste der Vereinigten Staaten.

## Geschichte
Schon vor 6000 Jahren lebten Indianer auf Mount Desert Island, wie aus wissenschaftlichen Untersuchungen der Ansammlungen von Muschelschalen hervorgeht. Nachdem Sebastiano Caboto im Jahr 1497 die Küste Maines besucht hatte, kamen regelmäßig europäische Fischerboote an die nordamerikanische Ostküste. Der nächste bekannte Forschungsreisende war 1524 Giovanni da Verrazzano. Aus den ersten schriftlichen Berichten geht hervor, dass die dort lebenden Indianer, die Penobscot, die Insel Pemetic (abschüssiges Land) nannten. Sie bauten runde, rindenbedeckte Hütten und reisten in Kanus aus Birkenrinde, verbrachten die Sommer am Meer und die Winter im waldbedeckten, geschützten Inneren der Insel.
Wann die Ureinwohner der Insel erstmals Kontakt mit Europäern hatten, ist unbekannt. Die ersten Berichte kommen von Samuel de Champlain, dessen Expedition am 5. September 1604 Mount Desert Island erreichte. Er schrieb in sein Journal Die Berge sind alle kahl und felsig … ich nenne sie „L’isles des Monts Désert.“ 1613 errichteten französische Jesuiten in der Nähe des heutigen Fernald Point am Eingang zum Somes Sound ihre erste Mission in Nordamerika. Die Mission und ein dazugehöriges Fort wurden kurz danach vom britischen Kapitän Samuel Argall aus Virginia zerstört.
Nach dem britischen Überfall verließen die Jesuiten Mount Desert Island, das an der Grenze der von Frankreich und England beanspruchten Gebiete lag. Im Norden und Osten lag die französische Kolonie Akadien in Neufrankreich, im Süden die britischen Kolonien in Neuengland. In den nächsten 150 Jahren wurde dieses Gebiet in zahlreichen Kriegen hart umkämpft und kein Europäer wohnte auf der Insel, die den Seeleuten als Landmarke diente.
Kurzzeitig schien es, als würde Mount Desert Island von Franzosen besiedelt werden. Im Jahr 1688 bekam Antoine Laumet etwa 400 km² Land an der Küste einschließlich der ganzen Insel zugesprochen. Laumet, der sich selbst den Titel Sieur de la Mothe Cadillac verliehen hatte, wollte dort einen Feudalstaat errichten. Obwohl Cadillac gemeinsam mit seiner Braut eine Zeitlang auf der Insel wohnte, scheiterte das Vorhaben alsbald. Der höchste Berg der Insel trägt seinen Namen, Mount Cadillac.
Im Jahr 1759 beendeten die britischen Truppen mit der Einnahme Québecs die französische Herrschaft in Nordamerika und das Land an der Küste Maines und die vorgelagerten Inseln wurde zur Besiedlung freigegeben. Gouverneur Francis Bernard von Massachusetts erhielt für seine Verdienste eine königliche Landbewilligung (engl.: Land grant) auf Mount Desert Island. Um 1760 versuchte Bernard seinen Landbesitz zu sichern, indem er Siedlern kostenfreies Land anbot. Abraham Somes und James Richardson nahmen das Angebot an und siedelten im heutigen Ort Somesville. Der Beginn des Amerikanischen Unabhängigkeitskriegs ließ Bernards Pläne für Mount Desert Island scheitern, denn er verlor seinen Besitz, weil er auf britischer Seite stand. Die westliche Hälfte der Insel bekam John Bernard, Sohn des Gouverneurs, der anders als sein Vater auf der Seite der Amerikaner stand, von Massachusetts übereignet. Die östliche Hälfte bekam Marie Therese de Gregoire, Cadillacs Enkelin. Die neuen Eigner verkauften ihren Landbesitz alsbald an Großgrundbesitzer, die nicht auf der Insel wohnten.
Als um 1820 Maine von Massachusetts abgetrennt und ein separater Staat wurde, waren die Landwirtschaft, die Holzwirtschaft sowie die Fischerei und der Schiffbau die Haupterwerbsquellen auf Mount Desert Island. Durch Künstler und Journalisten wurde die Insel in der Mitte des 19. Jahrhunderts populär gemacht. Maler der Hudson-River-Schule, wie zum Beispiel Thomas Cole und Frederic Church, verklärten und popularisierten die Insel mit ihren Bildern und inspirierten Mäzene und Anhänger, hier zu leben. Um 1880 gab es rund 30 Hotels, die um die Touristen konkurrierten – damit wurde der Tourismus die bedeutendste Erwerbsquelle auf der Insel.

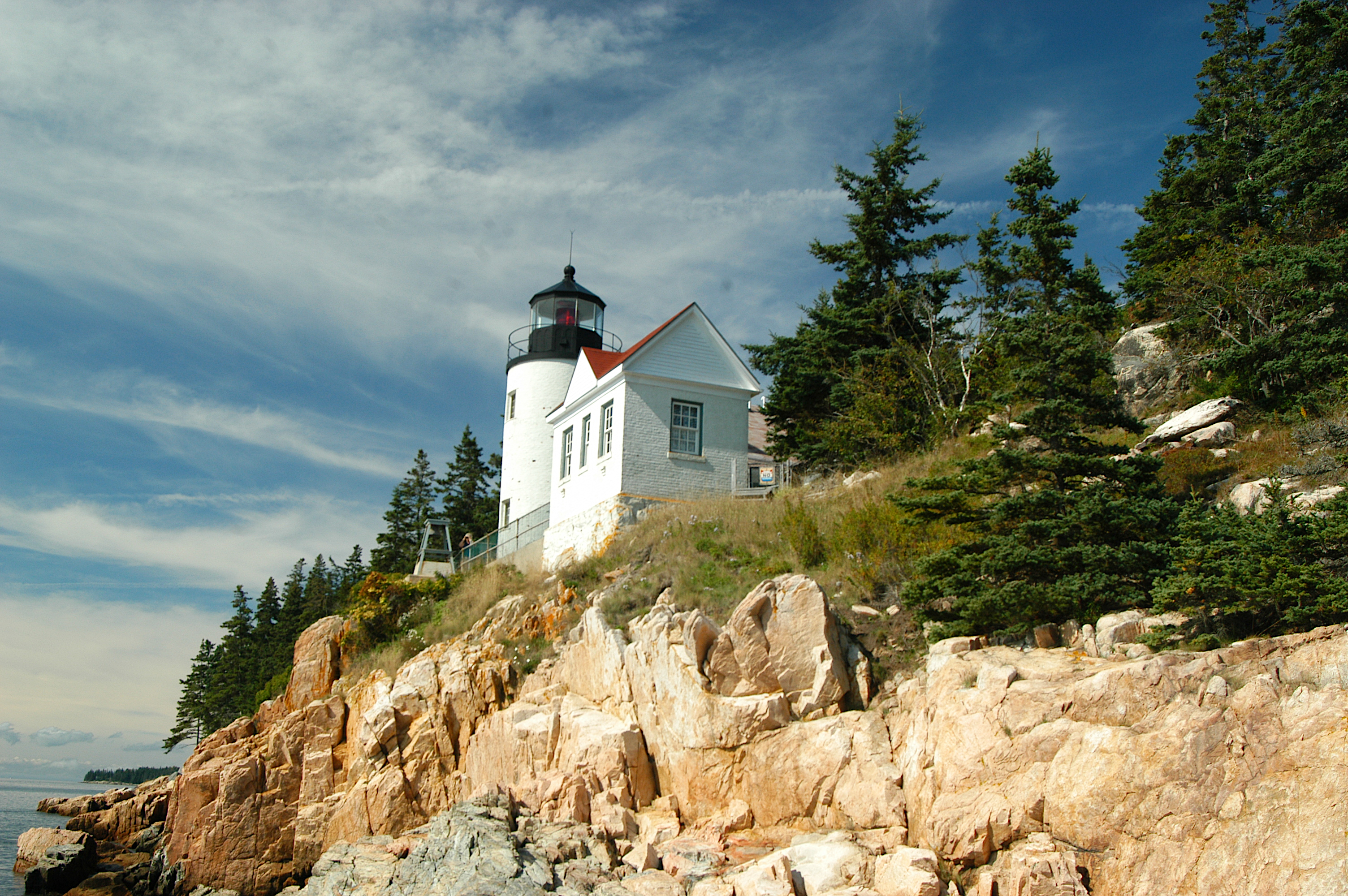
Leuchtturm am Bass Harbor Head

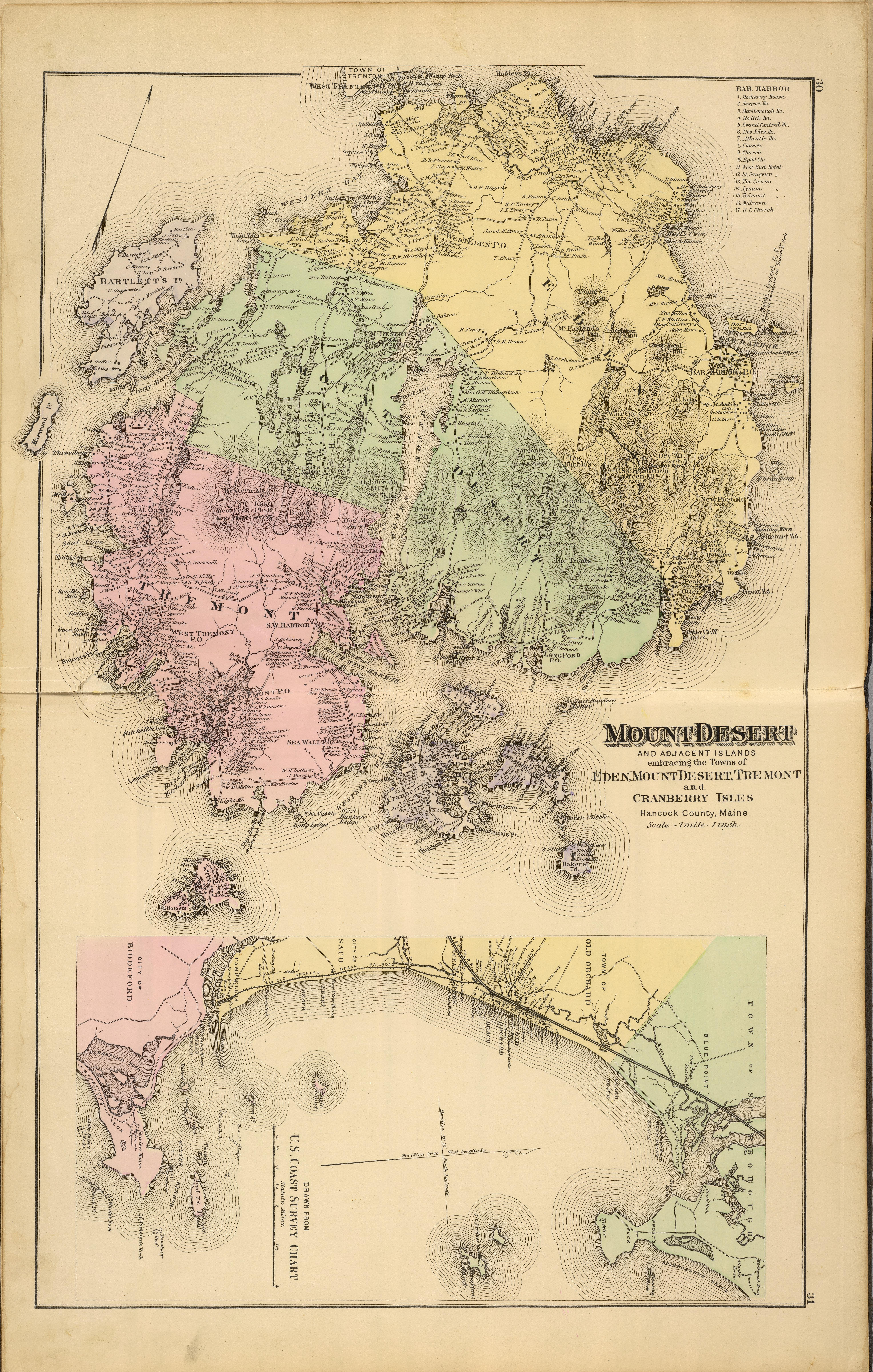
Karte von 1885

Mount Desert Island, relativ abgelegen von den großen Städten der Ostküste, wurde zum Geheimtipp und zum Rückzugsgebiet für prominente wohlhabende Amerikaner der 1880er Jahre. Die Rockefellers, Morgans, Fords, Vanderbilts, Carnegies und Astors verbrachten ihre Sommer hier. Diese Familien wohnten in eleganten, großzügig ausgestatteten Häusern, die in Untertreibung Landhäuser (engl.: cottage) genannt wurden und das Bild der Insel veränderten. Einige von ihnen gründeten eine Village improvement society (Dorf-Verschönerungs-Gesellschaft), die Wanderwege und Klettersteige in den Bergen anlegte und pflegte. Mehr als 40 Jahre lang wurde das Inselleben von den Reichen geprägt und erst die Große Depression 1929 und der Zweite Weltkrieg beendete die Extravaganzen. Das völlige Ende dieser Ära kam, als 1947 ein verheerender Waldbrand einen Teil der Anwesen vernichtete.
Aus Sorge um die Erhaltung der Landschaft gründeten George B. Dorr und andere 1901 die Hancock County Trustees of Public Reservations. Diese Gesellschaft hatte zum Ziel, Teile der Insel dauerhaft für die Öffentlichkeit zu schützen, und erwarb 24 km² Land für diesen Zweck. Dorr bot dieses Land der Bundesregierung an und im Jahr 1916 verkündete Präsident Woodrow Wilson die Einrichtung des Sieur de Monts National Monument. Dorr erwarb weitere Gebiete und setzte sich für den Nationalpark-Status ein. 1919 unterzeichnete Wilson ein Gesetz für die Einrichtung des Lafayette Nationalparks, damals der erste Nationalpark östlich des Mississippis. Rockefeller stiftete weiteres Land für die Erweiterung des Schutzgebiets, das 1929 in Acadia-Nationalpark umbenannt wurde und heute jährlich von rund 2,5 Millionen Touristen (2003) besucht wird.